# Leikung kinabaluensis
Leikung kinabaluensis là một loài nhện trong họ Salticidae.
Loài này thuộc chi Leikung. Leikung kinabaluensis được Benjamin miêu tả năm 2004.